# Мальтийский крест (фильм)
«Мальтийский крест» — российский кинофильм 2008 года, непрямое продолжение фильма «Крестоносец».

## Анонс
Известный постановщик кинотрюков Александр Конов задумал снять российско-французский фильм. Проект срывается, а сам Конов попадает сначала во французскую полицию по подозрению в убийстве и ограблении потомков династии Романовых, а вскоре и российские сыщики начинают за ним охоту, как за главным подозреваемым в деле похищения наследника российских императоров великого князя Дмитрия Романова. 

## В ролях
| Актёр               | Роль                                 |
| ------------------- | ------------------------------------ |
| Александр Иншаков   | Конов Александр Иванович             |
| Олег Тактаров       | Виктор Павлович, коллекционер        |
| Павел Меленчук      | князь Дмитрий Романов, наследник     |
| Юрий Соломин        | Долматов Пётр Алекссевич             |
| Екатерина Архарова  | Мелена                               |
| Алексей Завьялов    | Андрей                               |
| Алевтина Евдокимова | Наталья Павловна, бабушка наследника |
| Юрий Кузьменков     | Сныть                                |
| Геннадий Венгеров   | Юрий Витальевич, охранник Романовых  |
| Николай Лещуков     | Император Павел I                    |
| Екатерина Галахова  | Даша, каскадер                       |
| Дмитрий Жамойда     | режиссёр                             |
| Андрей Невраев      |                                      |
| Татьяна Полонская   |                                      |
| Юлия Полынская      | Женя, капитан ФСБ                    |
| Юлия Юдинцева       |                                      |
| Владимир Бадов      | Слава                                |
| Евгений Выставкин   | Гарик                                |
| Владимир Пивоваров  | Гаврилыч                             |
| Михаил Георгиу      | Николай                              |
| Светлана Малюкова   | невеста                              |
| Алексей Рахманов    | жених                                |
| Валерий Ненашев     | офицер разведки                      |
| Людмила Уланова     | мама невесты                         |